# Cyrtoclytus kusamai
Cyrtoclytus kusamai là một loài bọ cánh cứng trong họ Cerambycidae.